# ウクライナによるクルスク州占領
ウクライナによるクルスク州占領（ウクライナによるクルスクしゅうせんりょう、ウクライナ語: Українська окупація Курської області、ロシア語: Украинская оккупация Курской области）は、ロシアのウクライナ侵攻中にウクライナ軍がロシアのクルスク州に侵攻し、同州地域の制圧・占領を開始した軍事占領である。当初の攻勢により、ウクライナ軍はスジャ市を含む複数の集落を制圧した。第二次世界大戦以降でロシアが初めて敵国軍に国土を奪われた事態であった。ロシア軍は2025年4月26日にクルスク州の奪回を宣言したが、ウクライナ側は認めていない。

## 経過
2024年8月15日、ウクライナ軍総司令官のオレクサンドル・シルスキー大将は、クルスク州の占領地域にエドゥアルド・モスカリョウ少将を軍政長官とする軍政当局を設置すると発表した。シルスキーはまた、現在クルスク州の82の集落がウクライナの支配下にあると表明した。ウクライナはロシア領を永久に占領することには「関心がない」と表明した。
ロシア軍は9月10日にクルスクで反転攻勢を開始。10月上旬までにリュビモフカまで進軍した。11月に入ると戦線は停滞した。12月中旬にはロシア軍がウクライナ軍を押し返し、ノヴォイヴァノフカまで到達した。この時点でウクライナ軍は最盛期の約半分の占領地を失った。
2024年10月、ウクライナは北朝鮮がロシアに派兵を行っており、対ウクライナ戦線に投入される可能性を指摘。同年10月28日に北大西洋条約機構の事務総長も、既に北朝鮮の兵士らがロシア西部のクルスク州で活動していると明らかにした。同年11月4日、現地メディアは、既にクルスク州に展開した北朝鮮兵がウクライナ側と交戦したことを明らかにした。
2025年1月5日、ウクライナ軍は北東部に位置するボリショエ・ソルダツコエに向け攻勢を行った。しかし、ウクライナ軍の前進はベルダン村に到達したところで停滞し、逆に西部ノヴォイヴァノフカ付近でロシア軍が最大8 km前進した。2月8日、ウクライナ軍はスジャ近郊のマフノフカ付近で攻勢を開始。ウラノク方面に向け、約5 km前進した。 
ウクライナ軍関係者によれば、「クルスク州には2025年2月から1,000人以上の北朝鮮兵が再投入され、兵員の犠牲をいとわない人海戦術を続けている。ウクライナ軍はドローンなどを駆使して敵軍に大きな損害を与えてきたが、窮状は深まっている。ロシアは奇襲攻撃などにより集落を徐々に奪回しつつも、侵攻から7か月がたってもおよそ3分の1が奪い返せていない状況だった」と述べている。
3月に入るころには、ウクライナ軍のスナヒスト川沿いの防衛ラインとノヴォイヴァノフカ南郊外の防衛ラインが崩壊、3月6日から8日にかけてロシア軍がスジャへ続く補給線方向に戦線を突破したことにより、ウクライナ軍の補給状況は急速に悪化。9日から13日にかけて前線は急速に崩壊し、ロシア軍に約18 kmの前進を許した。
ウクライナ軍は2025年3月13日時点で、スジャを含む約86%のクルスクの占領地を失った。4月26日にはロシア軍のワレリー・ゲラシモフ参謀総長がクルスク州を完全に解放したとして奪回を宣言したが、ウクライナ軍参謀本部は認めず、戦闘は続いていると主張した。

## 活動
ウクライナは、軍政当局の目的は民間人に人道的援助を提供し、公共サービスを維持し、ウクライナ軍の支配地域で法と秩序を維持することであると表明した。

## 役職者
| No. | 氏名                           | 写真 | 地位     | 任期           | 任期 |
| --- | ------------------------------ | ---- | -------- | -------------- | ---- |
| 1   | エドゥアルド・モスカリョウ少将 |      | 軍政長官 | 2024年 8月15日 | 現在 |

## 集落の支配
| 都市名                     | ロシア語名         | 人口    | 保持国 | 時点              | 備考 |
| -------------------------- | ------------------ | ------- | ------ | ----------------- | --- |
| ベラヤ                     | Белая              | 2,598   | ロシア | 2024年8月6日現在  | |
| ボリショエ・ソルダーツコェ | Большое Солдатское | 2,681   | ロシア | 2024年8月6日現在  | |
| グルシコヴォ               | Глушково           | 4,785   | ロシア | 2024年8月6日現在  | |
| コレネヴォ                 | Коренево           | 6,119   | ロシア | 2024年8月6日現在  | |
| クルチャトフ               | Курчатов           | 42,706  | ロシア | 2024年8月6日現在  | |
| クルスク                   | Курск              | 440,052 | ロシア | 2024年8月6日現在  | |
| リゴフ                     | Льгов              | 21,453  | ロシア | 2024年8月6日現在  | |
| マラヤ・ロクニャ           | Малая Локня        | 799     | ロシア | 2025年3月13日現在 | 2024年8月8日、 ウクライナが占領 · 2024年8月9日、 ロシアと戦闘開始 · 2024年9月4日、 ウクライナが占領 2025年3月9日、 ロシアが奪還 |
| ルィリスク                 | Рыльск             | 15,069  | ロシア | 2024年8月6日現在  | |
| スナゴスチ                 | Снагость           | 494     | ロシア | 2024年9月14日現在 | |
| スジャ                     | Суджа              | 6,036   | ロシア | 2025年3月13日現在 | 2024年8月6日から14日頃にかけて ウクライナと交戦 · 2024年8月15日、 ウクライナが占領 2025年3月13日、 ロシアが奪還                 |
| チョトキノ                 | Тёткино            | 3,852   | ロシア | 2024年8月6日現在  | |

## 備考

「クルスク人民共和国」の国旗

一部のウクライナ兵は占領地に「クルスク人民共和国」の樹立を宣言し、「国旗」を掲げる写真を投稿した。親露派がウクライナ領に樹立した「ドネツク人民共和国」や「ルガンスク人民共和国」に対する意趣返しと見られている。